# SADAT (compagnia militare privata)
La SADAT, formalmente nota come SADAT Società per la Consulenza Internazionale in materia di Difesa, Costruzioni, Industria e Commercio
(in turco SADAT Uluslararası Savunma Danışmanlık İnşaat Sanayi ve Ticaret A.Ş.), è una compagnia militare privata turca fondata nel 2012 da Adnan Tanrıverdi, brigadier generale dell'esercito turco in pensione.
Il gruppo, di professata ispirazione islamista, opera in Medio Oriente e Africa e fornisce servizi quali addestramento militare, consulenza in materia di difesa e approvvigionamento di materiale bellico, impiegando tra i 50 e i 200 ufficiali in pensione delle forze armate turche.
Il suo quartier generale si trova a Beylikdüzü, nel lato europeo di Istanbul.

## Storia
SADAT è stata fondata il 28 febbraio 2012 dal brigadier generale in pensione Adnan Tanrıverdi e da 23 ufficiali e sottufficiali in pensione.
La missione del gruppo è quella di "creare un ambiente di cooperazione nel settore della difesa e dell'industria della difesa tra i Paesi islamici, fornendo servizi nei settori dell'organizzazione delle Forze Armate e delle Forze di Sicurezza Interna, consulenza strategica nel campo della sicurezza interna e della difesa, sicurezza interna e addestramento ed equipaggiamento militare, e aiutare il mondo islamico a prendere il posto che gli spetta tra le superpotenze mondiali come potenza militare autosufficiente".

### Controversie
Ritenuta politicamente e religiosamente vicina al Partito della Giustizia e dello Sviluppo e al presidente Recep Tayyip Erdoğan, la SADAT è finita nel mirino delle critiche dell'opposizione laica turca, che la accusa di sostegno al terrorismo islamico e di essere una sorta di milizia privata fedele a Erdoğan, fungendo da esercito parallelo di Ankara. In seguito al tentato golpe del 15 luglio 2016, Erdoğan ha nominato Adnan Tanrıverdi come suo capo consigliere militare.
L'attività della SADAT si sarebbe concentrata soprattutto nel contesto della guerra civile siriana, al fianco del Fronte al-Nusra, un gruppo armato jihadista salafita impegnato nella lotta al presidente siriano Bashar al-Assad. La compagnia avrebbe inoltre inviato reclutato mercenari siriani per sostenere le truppe azere in Nagorno Karabakh e, dopo il colpo di Stato in Niger del 2023, per difendere gli interessi geopolitici della Turchia nel Sahel. SADAT è stata inoltre accusata di aver fornito armi e addestramento alle milizie islamiche libiche vicine al governo di Fayez al-Sarraj, nonché ai guerriglieri palestinesi di Hamas, nella Striscia di Gaza.